# ナフサ語
ナフサ語は、ベルベル語の一種である。リビアのトリポリタニア北西部のナフサ山地に話者がいる。ジャドゥ、ナールート、ヤフランのイスラム教イバード派により話されている。ズワラ語もナフサ語に含まれるとする説もある。東部のヤフラン方言は、西部のジャドゥ方言、ナールート方言と多少異なっている。古典ナフサ語の文章は12世紀にイスラム教イバード派の人々によって書かれ、ベルベル語の古い記録の代表のひとつである。

## 参照
1. ↑  Nafusi at Ethnologue (17th ed., 2013)
2. ↑  Beguinot 1931:VIII
3. ↑  Tadeusz Lewicki, "De quelques textes inédits en vieux berbère provenant d'une chronique ibāḍite anonyme" and André Basset, "Note additionnelle", Revue des études islamiques VIII, 1934, pp. 277, 298